# Viroinval
Viroinval é um município da Bélgica localizado no distrito de Phelippeville, província de Namur, região da Valônia.